# Mario Rigoni Stern
Pour les articles homonymes, voir Rigoni et Stern.
Mario Rigoni Stern, né le 1er novembre 1921 à Asiago, dans la province de Vicence, en Vénétie, et mort le 16 juin 2008 à Asiago, est l'un des grands écrivains italiens du XXe siècle.

## Biographie
Mario Rigoni Stern est né le 1er novembre 1921 au 5 via Ortigara, à Asiago (province de Vicence), commune marquée par le peuplement cimbre et le premier conflit mondial où toute la population a du fuir les villages. Troisième d’une fratrie de sept enfants, son père Giobattista est commerçant tandis que sa mère, Anna Vescovi, descend d’une famille d’avocats et de notaires.
Alors qu’il grandit à travers les ruines de la Grande Guerre, il se passionne pour les récits des Alpins,. Il s’inscrit en 1938 dans l’armée et dans le corps des alpins — en raison de sa passion pour la montagne et pour alléger les dépenses de son foyer familial — où il est envoyé en formation dans la Vallée d’Aoste. Au déclenchement de la Seconde Guerre mondiale, le 10 juin 1940 en Italie, il est intégré dans un régiment de chasseurs alpins au sein de la Division Tridentina en France où il commence en tant que caporal-major, en Grèce, en Albanie et en Russie.
Fait prisonnier par les Allemands après la signature de l'armistice avec les Alliés en septembre 1943 et son refus de se joindre à la République sociale italienne, il est transféré en Prusse orientale. Il finit par s’évader, et parvient à rejoindre Asiago le 9 mai 1945. Devenu employé du cadastre, il se consacre à l’écriture à partir de 1970.
Montagnard amoureux de sa région d'origine, le plateau d'Asiago dans la province de Vicence en Vénétie, ses œuvres nostalgiques et « habitées » sont pour la plupart traduites en français et publiés aux éditions La Fosse aux ours. Il reçoit en 1999 le prix PEN italien.
Son roman le plus connu est Le Sergent dans la neige (Il sergente nella neve, 1953), « petite anabase » qui raconte l'errance d'une poignée de soldats italiens, perdus en Russie, au moment où les troupes allemandes et italiennes se retirent. L’auteur reçoit le prix Viareggio de la première œuvre à sa sortie. Ce livre est l'un des classiques de la littérature contemporaine italienne.
Les thèmes récurrents de ses écrits tournent autour de souvenirs rapportés ou vécus (notamment sur le front russe ou sur ses longs mois de captivité) pendant les deux guerres mondiales, par exemple dans Histoire de Tönle (Storia di Tönle, 1978), Entre deux guerres (Tra due guerre e altre storie, 2000) et En attendant l'aube (Aspettando l'alba e altri racconti, 2004). Il donne aussi des nouvelles et récits de chasse et d'animaux, avec La Chasse aux coqs de bruyère (Il bosco degli urogalli, 1962), Hommes, Bois et Abeilles (Uomini, boschi e api, 1980) et Le Livre des animaux (Il libro degli animali, 1990), ou encore il rend hommage avec une grande simplicité à la nature en général dans Arbres en liberté (Arboreto salvatico, 1991) et Saisons (Stagioni, 2006). Les thèmes des souvenirs de guerre et des beautés de la nature se trouvent associés dans certains titres, notamment dans L'Année de la victoire (L'anno della vittoria, 1985) et Sentiers sous la neige (Sentieri sotto la neve, 1998).
Primo Levi a dit de lui : « On trouve rarement pareille cohérence entre l'homme qui vit et l'homme qui écrit, pareille densité d'écriture. »
Mario Rigoni Stern est mort en juin 2008, et sa femme, Anna Rigoni Stern, en novembre 2021 à l’âge de 99 ans.

## Œuvre
- Il sergente nella neve (1953) Publié en français sous le titre Le Sergent dans la neige, traduit par Noël Calef, Paris, Denoël, 1954 (BNF 32572244) ; réédition, Paris, 10/18, coll. « Domaine étranger » no 2634, 1995  (ISBN 2-264-02080-6)
- Il bosco degli urogalli (1962) Publié en français sous le titre La Chasse aux coqs de bruyère, traduit par Georges Piroué, Paris, Denoël, 1964 (BNF 33154878) ; réédition, Paris, 10/18, coll. « Domaine étranger » no 2857, 1997  (ISBN 2-264-02455-0) ; réédition, Paris, Montbel, coll. « Dits & récrits », 2015  (ISBN 978-2-35653-099-8)
- La guerra della naia alpina (1967)
- Quota Albania (1971) Publié en français sous le titre En guerre : campagnes de France et d'Albanie, 1940-1941, traduit par Marie-Hélène Angelini, Lyon, La Fosse aux ours, 1999  (ISBN 2-912042-26-7)
- Ritorno sul Don (1973) Publié en français sous le titre Retour sur le Don, traduit par Marie-Hélène Angelini, Paris, Desjonquères, coll. « Les chemins de l'Italie », 1999  (ISBN 2-84321-019-4)
- Storia di Tönle (1978) Prix Campiello et prix Bagutta

- Uomini, boschi e api (1980) Publié en français sous le titre Hommes, Bois et Abeilles, traduit par Marie-Hélène Angelini, Lyon, La Fosse aux ours, 2001  (ISBN 2-912042-37-2)
- L'anno della vittoria (1985) Publié en français sous le titre L'Année de la victoire, traduit par Claude Ambroise et Sabina Zanon Dal Bo, Paris, Robert Laffont, coll. « Pavillons », 1998  (ISBN 2-221-08504-3) ; réédition, Paris, 10/18, coll. « Domaine étranger » no 3187, 2000  (ISBN 2-264-03008-9) Publié sous le même titre dans une nouvelle traduction de Laura Brignon, Paris, Gallmeister, coll. « Totem » no 286, 2024  (ISBN 978-2-35178-829-5)
- Amore di confine (1986) Publié en français sous le titre Le Vin de la vie, traduit par Marie-Hélène Angelini, Lyon, La Fosse aux ours, 2002  (ISBN 2-912042-51-8)
- Por Primo Levi (1987) Publié en français sous le titre Pour Primo Levi, traduit par François Maspero, Lyon, La Fosse aux ours, 2012  (ISBN 978-2-35707-034-9)
- Il magico kolobok e altri scritti (1989)
- Il libro degli animali (1990) Publié en français sous le titre Le Livre des animaux, traduit par Monique Baccelli, Lyon, La Fosse aux ours, 1999  (ISBN 2-912042-13-5)
- Arboreto salvatico (1991) Publié en français sous le titre Arbres en liberté, traduit par Monique Baccelli, Lyon, La Fosse aux ours, 2000  (ISBN 2-912042-08-9)
- Compagno orsetto (1992)
- Il poeta segreto (1992) Publié en français de façon partielle sous le titre Le Poète secret, traduit par Marie-Hélène Angelini, Lyon, La Fosse aux ours, 2005  (ISBN 2-912042-77-1)
- Le voci del Trentino (1993)
- Le stagioni di Giacomo (1995) Publié en français sous le titre Les Saisons de Giacomo, traduit par Claude Ambroise et Sabina Zanon Dal Bo, Paris, Robert Laffont, coll. « Pavillons », 1999  (ISBN 2-221-08505-1) ; réédition, Paris, 10/18, coll. « Domaine étranger » no 3268, 2001  (ISBN 2-264-03196-4) ; réédition, Paris, Robert Laffont, coll. « Pavillons poche », 2011  (ISBN 978-2-221-12398-0) Publié sous le même titre dans une nouvelle traduction de Laura Brignon, Paris, Gallmeister, coll. « Totem » no 325, 2025  (ISBN 978-2-351-78830-1)
- Sentieri sotto la neve (1998) Publié en français sous le titre Sentiers sous la neige, traduit par Monique Baccelli, Lyon, La Fosse aux ours, 2000  (ISBN 2-912042-27-5) ; réédition, Paris, 10/18, coll. « Domaine étranger » no 4082, 2007  (ISBN 978-2-264-04173-9)
- Inverni lontani (1999) Publié en français sous le titre Lointains Hivers, traduit par Marilène Raiola, avec la collaboration de Joël Gayraud, Paris, Mille et une nuits, 2000  (ISBN 2-84205-494-6)
- Tra due guerre e altre storie (2000) Publié en français sous le titre Entre deux guerres, traduit par Claude Ambroise et Sabina Zanon Dal Bo, Paris, Robert Laffont, coll. « Pavillons », 2003  (ISBN 2-221-09658-4) ; réédition, Paris, 10/18, coll. « Domaine étranger » no 3882, 2006  (ISBN 2-264-04124-2)
- L'ultima partita a carte (2002) Publié en français sous le titre La Dernière Partie de cartes, traduit par Marie-Hélène Angelini, Lyon, La Fosse aux ours, 2003  (ISBN 2-912042-62-3) ; rééd. Les Belles Lettres, 2022
- Storie dall'altipiano (2003) Publié en français sous le titre Requiem pour un alpiniste, traduit par Marie-Hélène Angelini, Lyon, La Fosse aux ours, 2007  (ISBN 978-2-912042-91-0)
- Aspettando l'alba e altri racconti (2004) Publié en français sous le titre En attendant l'aube, traduit par Marie-Hélène Angelini, Lyon, La Fosse aux ours, 2001  (ISBN 2-912042-38-0)
- I racconti di guerra (2006)
- Stagioni (2006) Publié en français sous le titre Saisons, traduit par Marie-Hélène Angelini, Lyon, La Fosse aux ours, 2008  (ISBN 978-2-912042-99-6)
- Quel Natale nella steppa (2006)
- Dentro la memoria. Scritti dall'altipiano (2007)
- Storia di Mario: Mario Rigoni Stern e il suo mondo (2008) Publié en français sous le titre Histoire de Mario, traduit par Maude della Chiara et Frédérique Laurent, Paris, Arléa, 2014  (ISBN 978-2-36308-042-4)
- Racconti di caccia (2011)
- Il coraggio di dire no. Conversazioni e interviste 1963-2007. A cura di Giuseppe Mendicino (2013) Publié en français sous le titre Le Courage de dire non : conversations et entretiens réunis et présentés par Giuseppe Mendicino, traduit par Stéphanie Laporte, Paris, Les Belles Lettres, coll. « Le Goût des idées », 2018  (ISBN 978-2-251-44792-6)

## Hommages
Le nom de l'écrivain a été donné à l'astéroïde (12811) Rigonistern, découvert en 1996.
Ses œuvres sont publiés dans la collection «I Meridiani», l’équivalent de la «bibliothèque de la Pléiade» en Italie chez l’éditeur Mondadori.